# Uffe Holm
Uffe Holm (født 13. april 1976) er en dansk standupkomiker født og opvokset i Solrød Strand i Solrød på Sjælland i Danmark. Han har optrådt siden han var 17 år. Han har medvirket i mange forskellige tv-programmer som vært eller som gæst og har optrådt med flere one-man shows.

## Karriere
Han begyndte at lave stand-up i en alder af 17 år, og siden han var 19 år har han levet af det.
Uffe Holm har været vært i tv-programmerne Styr på dyr, Bluff, Hul i hovedet på TV3+ og Stå op, Total BlackOut, og en af de to kommentatorer på den danske udgave af Wipeout på Kanal 5. Desuden er han tidligere radiovært på The Voice, hvor han stod for morgentimerne, og nuværende vært på Pokerradio.dk 
Han har som gæst blandt andet medvirket i Casper & Mandrilaftalen, Det modsatte køn, Supersælgerne, Banjos likørstue, Dolph og Wulff, P.I.S., Gu' ske lov du kom, Rent fup, Hjerteflimmer og De fantastiske 5.
Desuden har han medvirket i diverse standupshows som Stand-up.dk og Talegaver til børn.
På scenen er en barnlig undertone et af hans kendetegn, og han har blandt optrådt med trilogien The Uffe Holm Show, der består af The Uffe Holm Show (2003), The Uffe Holm Show 2 (2005) og The Uffe Holm Show 3 (2009), og som alle er blevet udgivet på DVD efterfølgende.
I april 2007 var han på en turné med sit nye show Flashback, som siden er udgivet på dvd. Allerede inden udgivelsen var den forudbestilt i 20.000 eksemplarer.
Han blev den 19. marts 2009 fyret på The Voice som led i en større fyringsrunde på SBS Radio.
I 2010 turnerede han med one-man showet Uforbederlig? og i 2014 kommer hans sjette one-man show The Uffe Holm Show 4.
I 2013 medvirkede han i 10. sæson af Vild med Dans, hvor han sammen med den professionelle danser Karina Frimodt fik andenpladsen.
fra 2017 og frem til 2020 var Uffe Holm ambassadør for onlinecasinoet LeoVegas.

Siden julen 2019 har Uffe Holm også medvirket i et par YouTube videoer på Niki Topgaards YouTube-kanal, det startede med en sketch ved navn Den Perfekte Juleaften og senere en Q&A video. De lavede også to videoer sammen, en på hver af deres YouTube-kanaler, ved navn ‘Håndværkerne - Afsnit 1 & 2’, dog blev de videoer meget hurtigt fjernet igen pga. problemer med ejeren af ejendommen, de optog i.
Under coronaviruspandemien i 2020 optrådte han med standup sammen med komikeren Anders Nielsen kaldet "Bliv i Bilen" hvor publikum kunne sidde i hver deres bil med sikker afstand til hinanden.

## Kontrovers
Holm fremførte på DR1 i 2005 i forbindelse med Humor mod AIDS en joke som senere blev politianmeldt for blasfemi. Joken omhandler Jesus, der efter at være hængt op på korset kunne onanere gennem hullerne i hånden. Holm valgte efterfølgende at pille joken ud af sit show. Man kan se en "joke" med det, som ekstramateriale på dvd'en indeholdene The Light Holm Show 2.
I 2007 havde han som vært på The Voice Radio lavet grin med bande AK81, der var støttegruppe for Hells Angels. Det resulterede i, at en tæskehold flere dage havde ventet på ham ved hans arbejdsplads og hans privatadresse for at straffe ham for "æreskrænkelsen". Det lykkedes dog aldrig for dem at finde Holm, og han var således uvidende om det indtil bogen Guldfuglen udkom i 2015, hvor AK 81-afhopperen Martin Fryd Petersen var blevet interviewet af bogens forfatter, Marie Louise Toksvig.

## Privatliv
Holm er opvokset i Solrød Strand. Han har en storebror.
I 2008 blev Uffe Holm gift med Malene, efter de havde været sammen i flere år. Hun er desuden hans manager. Sammen har parret to børn fra hhv. 2009 og 2013.
I de første 12 år på boligmarkedet i København tjente han penge, hver gang han solgt og flyttede.  I 2004 købte Uffe Holm en 303 m2 stor villa på Vejlesøvej i Holte nord for København for 3,8 mio. kr. Huset blev siden renoveret og i maj 2010 satte han boligen til salg for 12,9 mio. kr. I januar 2011 var prisen sat ned til 11,9 mio. kr I maj 2012 blev prisen sat ned til 8,95 mio. kr., hvilket ved et salg ville resultere i et tab for Holm, da der på dette tidspunkt var tinglyst lån for over 9 mio. kr. i boligen.
I 2011 købte Uffe Holm sammen med ejendomsinvestoren Jesper Brunander Højstens, gård på Oldvejen i Fredensborg. Fra gården har Uffe Holm bl.a. solgt juletræer i 2012. I 2013 blev ejendommen renoveret, og her var politi og Arbejdstilsynet forbi, hvor de fandt "omkring 10 udenlandske håndværkere", og de arresterede en albansk statsborger, der arbejdede illegalt.
Uffe Holm er meget glad for biler. Han købte en Porsche Carrera for 1,5 mio. kr. kontant i 2007. I et interview i 2007, at han ikke købte på kredit med undtagelse af sit hus.
I 2017 kørte han Audi.
I sin fritid spiller han golf og poker.

## Shows
- The Uffe Holm Show (2003)
- The Uffe Holm Show 2 (2005)
- Uffe Holms Flashback (2007)
- The Uffe Holm Show 3 (2009)
- Uforbederlig (2011)
- The Uffe Holm Show 4 (2014)
- The Uffe Holm Show 5 (2024)

## Filmografi
- Langt fra Las Vegas (2001-2003) afsnit nr: 4
- Anna Pihl (2006-2007) afsnit nr: 1 -som radiovært
- Krøller i sovsen (2007)
- Klovn (2008) afsnit 43 -som Uffe Holm
- G-Force (2009) – Dansk stemme
- Tung Metal (2010) -som Nick
- Uforbederlig (2011)

### Tv og tv-serier
| År        | Title                              | Rolle/Job                                      | Note(r)              |
| --------- | ---------------------------------- | ---------------------------------------------- | -------------------- |
| 1997-2002 | Stand-up.dk                        | Ham selv                                       |                      |
| 1998      | En sjov halv time                  | UPS-manden/UPS mand                            |                      |
| 1999      | Casper & Mandrilaftalen            | Mand med gul hjelm i bukser Blender kommerciel |                      |
| 2001-2003 | Langt fra Las Vegas                | UPS-manden/UPS mand                            | afsnit nr: 4         |
| 2002      | Helt til grin                      | Uffe Holm                                      |                      |
| 2004      | Planet Voice                       | Ham selv, forfatter                            |                      |
| 2005      | Gintbergs store aften - hver aften | Ham selv                                       |                      |
| 2006-2007 | Anna Pihl                          | Radiovært                                      | afsnit nr: 1         |
| 2007      | Gu'skelov de kom                   | Ham selv                                       | TV Special           |
| 2007-2008 | Zulu Djævleræs                     | Ham selv                                       | Celebrity Devil Race |
| 2008-2009 | Klovn                              | Uffe Holm                                      | afsnit 43            |
| 2010      | Tung Metal                         | Nick                                           |                      |
| 2016      | Simon Talbots Sketch Show          | Narnia fyr #2                                  |                      |

### Web, video, film & kortfilm
| År   | Title                                          | Rolle/Job                                 | Note(r)                 |
| ---- | ---------------------------------------------- | ----------------------------------------- | ----------------------- |
| 2003 | The Uffe Holm Show                             | Ham selv                                  | One-man-show            |
| 2003 | Talegaver til børn - 10 års jubilæum           | Ham selv                                  | Video                   |
| 2005 | The Uffe Holm Show 2                           | Ham selv                                  | One-man-show            |
| 2006 | Sprængfarlig bombe                             | Egosammenstød, Uffe Holm                  | Film                    |
| 2006 | Fight club camp kusse: Stand up på Skanderborg | Ham selv                                  | Film                    |
| 2007 | Krøller i sovsen                               | Uffe Holm                                 | Video, film             |
| 2007 | Uffe Holm: Flashback                           | Uffe Holm                                 | Video                   |
| 2009 | G-Force                                        | Blaster, danske stemme                    | Film, dansk version     |
| 2010 | Uforbederlig                                   | Uffe Holm, Champen                        | One-man-show            |
| 2016 | Kæledyrenes hemmelige liv                      | Mel, danske stemme                        | Film, dansk version     |
| 2017 | Coco                                           | Gustavo, danske stemme                    | Film, dansk version     |
| 2018 | Hotel Transylvania 3: Monsterferie             | Øvrig Medvirkende, danske stemme          | Film, dansk version     |
| 2019 | Kæledyrenes Hemmelige Liv - Super - Glitter    | Mel, danske stemme                        | Kortfilm, dansk version |
| 2019 | Kæledyrenes hemmelige liv 2                    | Mel, danske stemme                        | Film, dansk version     |
| 2020 | Scoob!                                         | Kaptajn Caveman, danske stemme            | Film, dansk version     |
| 2020 | Uuups! Dyr Over Bord...                        | Øvrig Medvirkende, (danske stemme (2021)) | Film, dansk version     |